# 有馬村
有馬村（ありまむら）は、かつて神奈川県高座郡に存在した村。1955年7月20日に海老名町と合併した。現在の海老名市の南部に相当する。

## 歴史
- 1889年4月1日 - 中河内村・中野村・社家村・今里村・上河内村・杉久保村・本郷村・門沢橋村の8村が合併して有馬村となった。
- 1955年7月20日 - 海老名町と新設合併、（新）海老名町となる[1]。

## 現在
地名としては残っていないが、かつてこの地区が有馬村であった事を示すもの。
- 神奈川県立有馬高等学校
- 海老名市立有馬小学校
- 海老名市立有馬中学校
- 海老名市立有馬図書館
- 有馬踏切（JR相模線）
- 有馬郵便局（日本郵政公社）
- JAさがみ 有馬支店 （農業協同組合）
- 有馬浄水場 / 有馬系統（横須賀市上下水道局）
- 有馬交番（神奈川県警察海老名警察署）
- 有馬のハルニレ（神奈川県指定天然記念物）